# Danja (hanglemezproducer)
Floyd Nathanial "Danja" Hills (Virginia Beach, Virginia, 1982. február 22. –) amerikai lemezproducer, Timothy "Timbaland" Mosley amerikai rapper és producer társa. A Virginia állambeli Virginia Beachben született. A zene iránt először tizenéves korában kezdett érdeklődni, hamarosan zongorán és dobon kezd el játszani.
2001-ben kapott egy felkérést, hogy Timbalanddel dolgozhasson együtt. Két évvel később Mosley megkérte, hogy utazzon hozzá Miamiba és dolgozzon a stúdiójában.
Ezután Timbalanddel együtt rengeteg dal és lemez produceres munkáját látták el, többek között 2006-ban Nelly Furtado visszatérő dalán, a Promiscuouson is együtt munkálkodtak, valamint Justin Timberlake SexyBack című szerzeményén is.
Danja jelenleg T.I., Eve, M.I.A., 50 Cent, Madonna, Britney Spears, Simple Plan, Duran Duran, Chris Brown, Keri Hilson, JC Chasez, Missy Elliott, Lil Wayne, Nicole Scherzinger, Christina Milian, Antonella Barba, Nikki Flores és Trey Songz albumain dolgozik.

## Munkái

### Albumok

#### Lloyd Banks–The Hunger for More(2004)
- 06. I'm So Fly (co-produced by Timbaland)

#### Xzibit–Weapons of Mass Destruction(2004)
- 09. Hey Now (Mean Muggin') (feat. Keri Hilson) (co-produced by Timbaland)

#### Nickelus F (2005)
- 00. I Am What I Am

#### Wyld (2005)
- 00. Tuff Muthafucka (Cock That, Pop That)
- 00. Cocky (feat. Freeway)
- 00. Hey
- 00. Drankin'
- 00. Recognize (Bring To The Streetz)

#### Cali Stylz (2005)
- 00. Big Dreams
- 00. Buewtiful Thang
- 00. Pink Pantha (feat. O)
- 00. Motivation On 100 (feat. O)
- 00. Shatiez (feat. Wyld & Stylz)
- 00. Patty Cake (feat. Wyld & Hollow)
- 00. 64 Leanin' (társ-producer Rikki Allsum)

#### J-Eye (2005)
- 00. Say What

#### Justin Timberlake–Shark Tale: OST(2005)
- 00. Good Foot (Társ-Producer Timbaland)

#### The Game–The Documentary(2005)
- 09. Put You on the Game (társ-producer Timbaland)

#### Jennifer Lopez–Rebirth(2005)
- 10. He'll Be Back (társ-producer Timbaland)

#### Black Eyed Peas–Monkey Business(2005)
- 03. My Style (feat. Justin Timberlake) (társ-producer Timbaland)

#### The Notorious B.I.G. –Duets: The Final Chapter(2005)
- 04. Whatchu Want (feat. Jay-Z)

#### Keri Hilson (2005)
- 00. Hands & Feet

#### Ginuwine –Back II Da Basics(2005)
- 09. Betta Half

#### Nelly Furtado–Loose(2006)
- 01. Afraid (featuring Attitude) (producer Timbaland)
- 02. Maneater (producer Timbaland)
- 03. Promiscuous (featuring Timbaland) (producerTimbaland)
- 04. Glow (producer Timbaland)
- 05. Showtime
- 06. No Hay Igual (producer Timbaland & Nisan Stewart)
- 08. Say It Right (producer Timbaland)
- 09. Do It (producer Timbaland)
- 11. Wait for You (producer Timbaland)
- 12. All Good Things (Come to an End) (producer Timbaland)

#### Nelly Furtado(2006)
- 00. Maneater (Remix) (feat. Lil' Wayne) (társ-producer Timbaland)

#### Paula DeAnda –Paula DeAnda(2006)
- 03. Easy (feat. Lil' Wayne) (producer Timbaland)

#### Keri Hilson(2006)
- 00. Love Ya (producer Timbaland)
- 00. Where Did he Go (producer Timbaland)
- 00. Happy Juice (feat. Stat Quo & Snoop Dogg) (producer Timbaland)

#### Justin Timberlake–FutureSex/LoveSounds(2006)
- 01. FutureSex/LoveSounds (társ-producer Timbaland és Justin Timberlake)
- 02. SexyBack (featuring Timbaland) (társ-producer Timbaland és Justin Timberlake)
- 03. Sexy Ladies – Let Me Talk to You (Prelude) (társ-producer Timbaland és Justin Timberlake)
- 04. My Love (featuring T.I.) (társ-producer Timbaland és Justin Timberlake)
- 05. LoveStoned – I Think She Knows (Interlude) (társ-producer Timbaland és Justin Timberlake)
- 06. What Goes Around – Comes Around (Interlude) (társ-producer Timbaland és Justin Timberlake)
- 07. Chop Me Up (featuring Timbaland & Three 6 Mafia) (társ-producer Timbaland és Justin Timberlake)
- 09. Summer Love – Set the Mood (Prelude) (társ-producer Timbaland és Justin Timberlake)
- 10. Until the End of Time (featuring The Benjamin Orchestra Wright) (társ-producer Timbaland és Justin Timberlake)
- 11. Losing My Way (társ-producer Timbaland és Justin Timberlake)

#### Diddy–Press Play(2006)
- 08. Wanna Move (feat. Ciara, Big Boi & Scar) (produced with Big Boi)
- 09. Diddy Rock (feat. Timbaland, Twista & Shawnna)
- 14. After Love (featuring Keri Hilson) (társ-producer Timbaland)

#### Jeannie Ortega –No Place Like BKLYN(2006)
- 05. So Done (Remix)

#### Snoop Dogg–Tha Blue Carpet Treatment(2006)
- 07. Get a Light (featuring Damian Marley) (társ-producer Timbaland)

#### Danity Kane–Danity Kane(2006)
- 03. Want It (társ-producer Timbaland)
- 04. Right Now társ-producer Timbaland)

#### Fantasia Barrino –Fantasia(2006)
- 09. Uneligible
- 12. Bore Me (Yawn)
- 15. Girl Like Me

#### Keshia Chanté –2U(2006)
- 11. Too Much

#### Katharine McPhee –Katharine McPhee(2007)
- 01. Love Story
- 03. Open Toes
- 05. Not Ur Girl
- 06. Each Other
- 07. Dangerous
- 11. Neglected

#### Nikki Flores –This Girl(2007)
- 10. Suffocate
- 11. Painkiller
- 14. Beautiful Boy

#### 8Ball & MJG –Ridin High(2007)
- 01. Intro
- 04. Turn Up the Bump

#### Trey Songz –Trey Day(2007)
- 01. Wonder Woman

#### DJ Khaled –We the Best(2007)
- 03. We Takin' Over (feat. T.I., Akon, Rick Ross, Fat Joe, Bryan Williams & Lil Wayne)

#### Bone Thugs-N-Harmony (2007)
- 00. Bone Thug Boyz

#### Timbaland–Timbaland Presents Shock Value(2007)
- 02. Give It to Me (feat. Nelly Furtado & Justin Timberlake) (társ-producer Timbaland)
- 04. The Way I Are (feat. Keri Hilson & D.O.E.) (társ-producer Timbaland)
- 06. Come & Get Me (feat. 50 Cent & Tony Yayo) (társ-producer Timbaland)
- 08. Boardmeeting (feat. Magoo) (társ-producer Timbaland)
- 10. Scream (feat. Keri Hilson & Nicole Scherzinger) (társ-producer Timbaland)
- 11. Miscommunication (feat. Keri Hilson & Sebastian)
- 17. 2 Man Show (featuring Elton John) (társ-producer Timbaland & Elton John)

#### Timbaland(2007)
- 00. Give It to Me (Laff at Em) (Remix) (feat. Justin Timberlake & Jay-Z) (társ-producer Timbaland)

#### Björk –Volta(2007)
- 01. Earth Intruders
- 04. Innocence
- 08. Hope

#### Natasha Bedingfield–N.B.(2007)
- 11. Not Givin' Up

#### Wyld (2007)
- 00. Chitty Rollin'
- 00. Ease Of Me
- 00. Street Power (feat. O)
- 00. I Get U Nigga
- 00. Is U Wit Me

#### T.I.–T.I. vs. T.I.P.(2007)
- 07. Hurt (feat. Busta Rhymes & Alfa Mega)
- 16. Tell 'Em I Said That
- 17. Respect This Hustle

#### Britney Spears-Blackout(2007)
- 01. Gimme More
- 04. Break the Ice
- 06. Get Naked (I Got A Plan)
- 09. Hot As Ice
- 11. Perfect Lover
- 00. Get Back (Bonus Track)
- 00. Outta This World (Bonus Track)

#### Mike Jones –The American Dream(2007)
- 13. One and Only (Tenderoni) (feat. Bobby Brown & T.I.)

#### Britney Spears-Circus(2008)
- Bumper

#### Ciara - "Fantasy Ride" (2008)
- 00. Work
- 00. Echo